# Апартман (филм)
Апартман (енгл. The Apartment) је амерички љубавни хумористичко-драмски филм из 1960. године, који је режирао Билија Вајлдера, на основу сценарија који је написао са И. А. Л. Дајмондом. Главне улоге у филму тумаче Џек Лемон, Ширли Маклејн, Фред Макмари, Реј Волстон, Џек Крушен и Иди Адамс. Филм говори о њујоршком чиновнику који изнајмљује стан својим шефовима за њихове љубавне састанке и тако напредује у каријери.
Филм је остварио критички и комерцијални успех, упркос контроверзи у вези са премисом. Био је номинован за десет Оскара, а освојио је пет, укључујући оне за најбољи филм, најбољег редитеља и најбољи сценарио. Такође је освојио три Златна глобуса, као и три награде БАФТА.
Сматра се једним од најбољих филмова свих времена, а нашао се и на многим листама Америчког филмског института и часописа Sight and Sound. Године 1994, био је један од 25 филмова које је Конгресна библиотека одабрала за чување у Националном регистру филмова Сједињених Држава.

## Радња
К. К. „Бад” Бактер је усамљени канцеларијски агент у осигуравајућој компанији у Њујорку. Да би се попео на корпоративној лествици, дозвољава четворици менаџера компаније да на смену позајмљују његов стан на Апер Вест Сајду за своје ванбрачне састанке. Бад помно жонглира са распоредом „резервација”, али сталан прилив жена убеђује његове комшије да је он плејбој и да сваке вечери доводи кући неку другу.
Бад за узврат од четворице менаџера тражи сјајне рецензије учинка и доставља их директору особља Џефу Шелдрејку, који онда обећава да ће га унапредити — али такође захтева да користи Бадов стан за своје афере, почевши од те ноћи. Као надокнаду за овај кратак рок, даје Баду две позоришне карте за то вече. Бад позива своју тајну симпатију, Френ Кубелик, оператерку лифта у пословној згради, да му се придружи. Она пристаје, али се прво састаје са „бившим момком”, за кога се испоставља да је Шелдрејк. Када је Шелдрејк одврати од раскида са њим, обећавајући да ће се развести од своје супруге, они одлазе у Бадов стан, док Бад чека испред позоришта.
Касније, на бучној божићној забави компаније, Шелдрејкова секретарица, госпођица Олсен, говори Френ да је њен шеф имао афере са другим запосленима, укључујући и њу. Касније, у Бадовом стану, Френ се суочава са Шелдрејком. Он јој признаје искрену љубав, али онда одлази, враћајући се својој породици у предграђу, као и обично.
Бад — схватајући да је Френ жена коју је Шелдрејк водио у његов стан — дозвољава да га покупи удата дама у локалном бару. Међутим, када стигну у његов стан, он открива Френ, која се онесвестила на његовом кревету после самоубилачког предозирања таблетама за спавање. Он испраћа жену из бара и позива др Драјфуса, доктора који живи у суседном стану, да поврати Френ. Бад намерно наводи Драјфуса да верује да је он узрок инцидента. Драјфус грди Бада због његових „многобројних веза” и саветује га да буде часнији.
Док се Френ два дана опоравља у стану, Бад се брине за њу и међу њима се развија веза, посебно након што он призна сопствени покушај самоубиства због неузвраћених осећања према жени која му сада сваког Божића шаље воћни колач. Током картања, Френ каже да никада није имала среће у свом љубавном животу. Док Бад припрема романтичну вечеру, један од менаџера стиже са својом љубавницом. Бад их наговара да оду, али менаџер препознаје Френ и обавештава своје колеге. Касније суочени са Френиним зетом, Карлом Матушком, који је тражи, љубоморни менаџери га упућују у Бадов стан. Тамо, Бад одбија Карлов гнев због Френиног својеглавог понашања тако што поново преузме сву одговорност. Карл га удари, али када Френ пољуби Бада јер ју је заштитио, он се само насмеши и каже да „није нимало болело”.
Када Шелдрејк сазна да је госпођица Олсен обавестила Френ о његовим аферама, он је отпушта, али она открива да је све већ пренела његовој супрузи, која одмах избацује свог мужа. Шелдрејк верује да је ова ситуација само олакшала наставак његове афере са Френ. Пошто је унапредио Бада на још вишу позицију, што му такође даје кључ од тоалета, Шелдрејк очекује да му Бад поново позајми свој стан. Уместо тога, Бад му враћа кључ од тоалета, изјављујући да је одлучио да постане човек, и напушта фирму.
Те ноћи на новогодишњој забави, Шелдрејк огорчено говори Френ да је Бад дао отказ. Схвативши да је заљубљена у Бада, Фран напушта Шелдрејка и бежи у Бадов стан. На вратима чује нешто што звучи као пуцањ. У страху да је Бад поново покушао самоубиство, она махнито лупа по вратима. Бад их отвара, држећи боцу шампањца чији је чеп управо искочио, славећи свој план да почне изнова. Док се њих двоје слажу да наставе своју игру картама, Френ каже Баду да је и она сада слободна. Када је упита за Шелдрејка, она одговара: „Сваког Божића ћемо му послати воћни колач.” Он јој изјављује да је воли, а она одговара: „Ћути и дели.”

## Улоге
| Глумац          | Улога                        |
| --------------- | ---------------------------- |
| Џек Лемон       | Калвин Клифорд „Бад” Бакстер |
| Ширли Маклејн   | Френ Кубелик                 |
| Фред Макмари    | Џеф Д. Шелдрејк              |
| Реј Волстон     | Џо Добиш                     |
| Џек Крушен      | др Драјфус                   |
| Дејвид Луис     | Ал Керкби                    |
| Хоуп Холидеј    | госпођа Марџи Макдугал       |
| Џоун Шоли       | Силвија                      |
| Наоми Стивенс   | госпођа Милдред Драјфус      |
| Џони Севен      | Карл Матушка                 |
| Џојс Џејмсон    | плавуша                      |
| Вилард Вотерман | господин Вандерхоф           |
| Дејвис Вајт     | господин Ајкелбергер         |
| Иди Адамс       | госпођица Олсен              |

## Награде и номинације

### Оскар
| Категорија                       | Номиновани                          | Исход      |
| -------------------------------- | ----------------------------------- | ---------- |
| Најбољи филм                     | Били Вајлдер                        | Освојено   |
| Најбољи редитељ                  | Били Вајлдер                        | Освојено   |
| Најбољи глумац                   | Џек Лемон                           | Номинација |
| Најбоља глумица                  | Ширли Маклејн                       | Номинација |
| Најбољи споредни глумац          | Џек Крушен                          | Номинација |
| Најбољи сценарио                 | Били Вајлдер и И. А. Л. Дајмонд     | Освојено   |
| Најбоља сценографија – црно-бела | Александер Траунер и Едвард Г. Бојл | Освојено   |
| Најбоља фотографија – црно-бела  | Џозеф Лашел                         | Номинација |
| Најбоља монтажа                  | Данијел Мандел                      | Освојено   |
| Најбољи звук                     | Гордон Е. Сојер                     | Номинација |

## Рефернце
1. 1 2  1001 филм који мораш да видиш пре него што умреш. Београд. 2008. стр. 384.
2. ↑  „Апартман”. Какав филм. Приступљено 27. 1. 2020.
3. ↑  „Апартман”. Мој Тв. Приступљено 27. 1. 2020.
4. ↑  „25 Films Added to National Registry”. The New York Times (на језику: енглески). 1994-11-15. ISSN 0362-4331. Приступљено 2020-05-18.
5. ↑  „Complete National Film Registry Listing”. Library of Congress. Приступљено 2020-05-18.